# Isques
Isques (flämisch: Izeke) ist eine französische Gemeinde mit 1.141 Einwohnern (Stand: 1. Januar 2022) im Département Pas-de-Calais in der Region Hauts-de-France (vor 2016: Nord-Pas-de-Calais). Sie gehört zum Arrondissement Boulogne-sur-Mer und zum Kanton Outreau. Die Einwohner werden Isquois genannt.

## Geographie
Die Gemeinde Isques liegt etwa sechs Kilometer südsüdöstlich von Boulogne-sur-Mer im unmittelbaren Hinterland der Ärmelkanalküste, die hier Opalküste genannt wird, am Fluss Liane. Sie ist Teil des Regionalen Naturparks Caps et Marais d’Opale. Umgeben wird Isques von den Nachbargemeinden Echinghen im Norden, Baincthun im Nordosten und Osten, Hesdin-l’Abbé im Südosten und Süden, Condette im Süden und Südwesten, Saint-Étienne-au-Mont im Westen sowie Saint-Léonard im Nordwesten.

## Bevölkerungsentwicklung
| Jahr                       | 1962 | 1968 | 1975 | 1982 | 1990 | 1999 | 2006 | 2013 | 2022 |
| -------------------------- | ---- | ---- | ---- | ---- | ---- | ---- | ---- | ---- | ---- |
| Einwohner                  | 711  | 745  | 736  | 960  | 1171 | 1102 | 1140 | 1124 | 1141 |
| Quellen: Cassini und INSEE |      |      |      |      |      |      |      |      |      |

## Sehenswürdigkeiten
- Kirche Sainte-Apolline-et-Saint-Wulmer aus dem 16. Jahrhundert
- Schloss Hermerangues aus dem 18. Jahrhundert
- Schloss Isques aus dem 16. Jahrhundert (Château d'Isque / la Motte)
- Schloss Quehen aus dem 16. Jahrhundert
- Schloss Pont-de-Briques aus dem 18. Jahrhundert

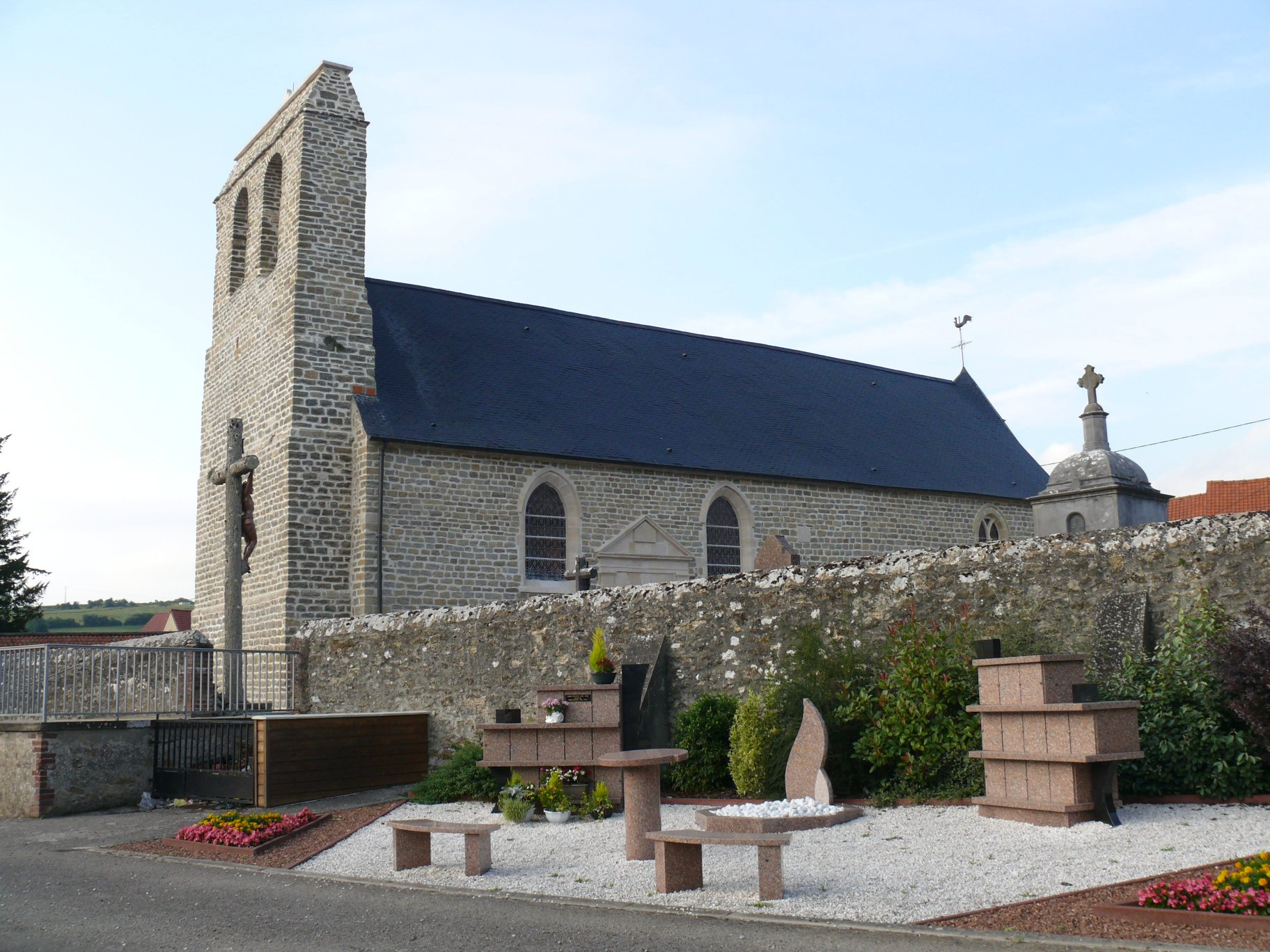
Kirche Sainte-Appoline-et-Saint-Wulmer
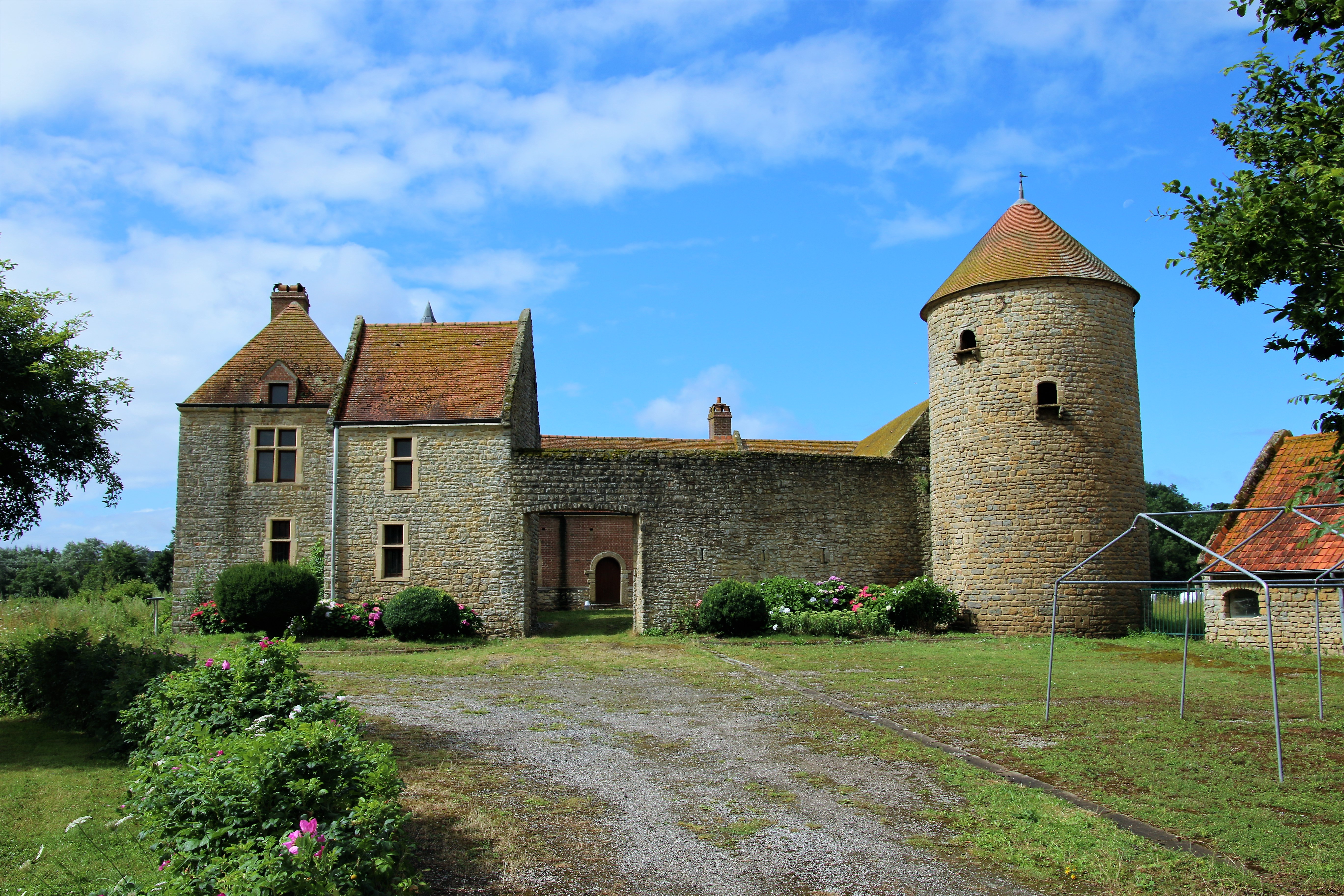
Schloss Isques